# Leônidas da Silva
Leônidas da Silva (Rio de Janeiro, 6 de setembre, 1913 – Cotia, 24 de gener, 2004) fou un futbolista brasiler dels anys 30 i 40.
Defensà els colors de diversos dels grans clubs del continent americà, com CA Peñarol, Vasco da Gama, Botafogo, Flamengo i São Paulo. Al Flamengo, un club elitista en aquell moment, va trobar-se amb prejudicis a causa del seu color de pell.
Amb la selecció brasilera participà en dos Campionats del Món (1934 i 1938). Fou el màxim golejador de França 38 amb 7 gols.

## Palmarès
- Campionat carioca: 1934, 1935, 1939
- Campionat paulista: 1943, 1945, 1946, 1948, 1949
- Copa Rio Branco: 1932 (amb la selecció)
- Copa Roca: 1945 (amb la selecció)